# Saison 2014 de l'équipe cycliste Russian Helicopters

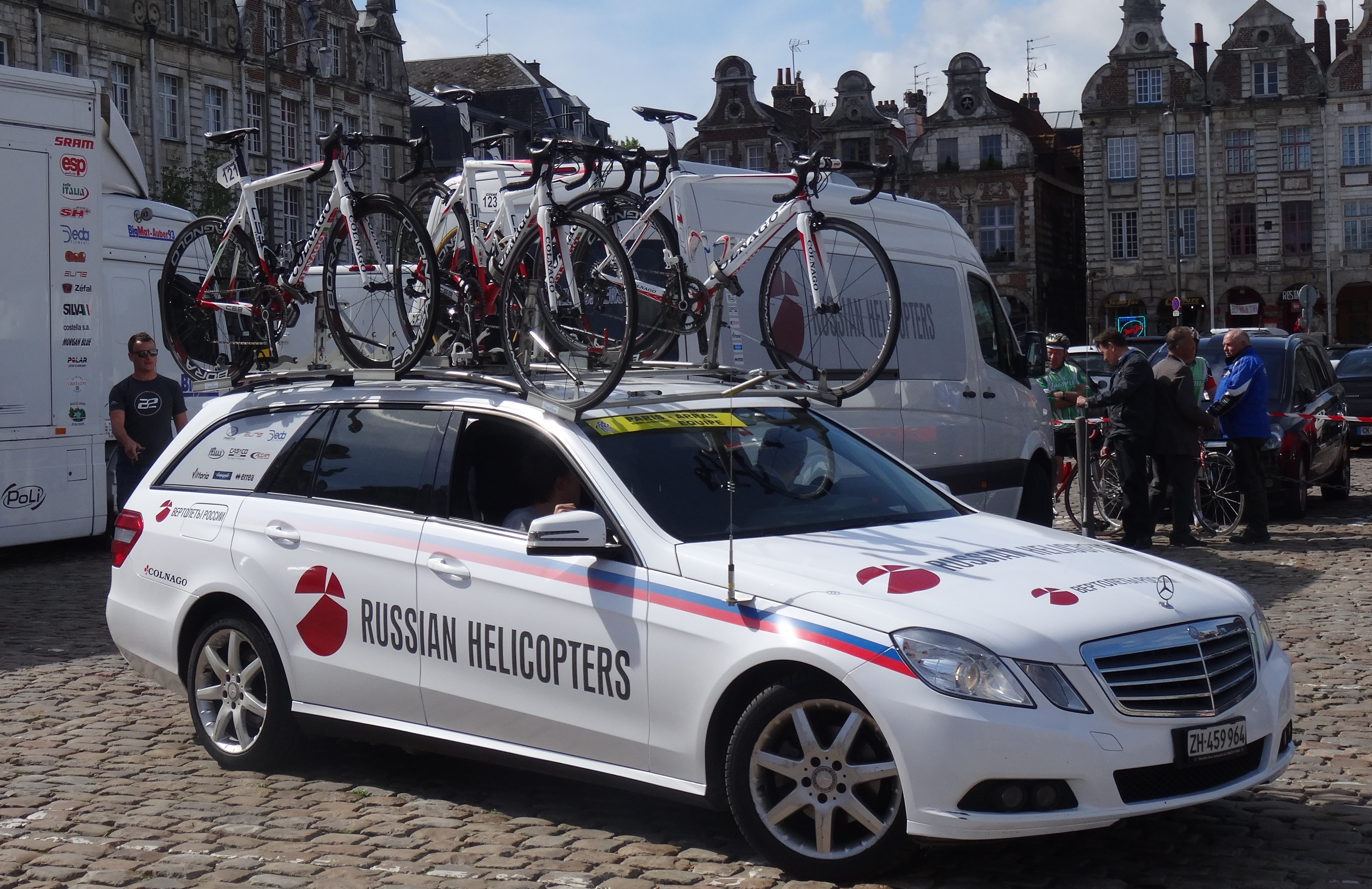
Une des voitures de l'équipe avant le départ de la 3e étape du Paris-Arras Tour 2014 à Arras.

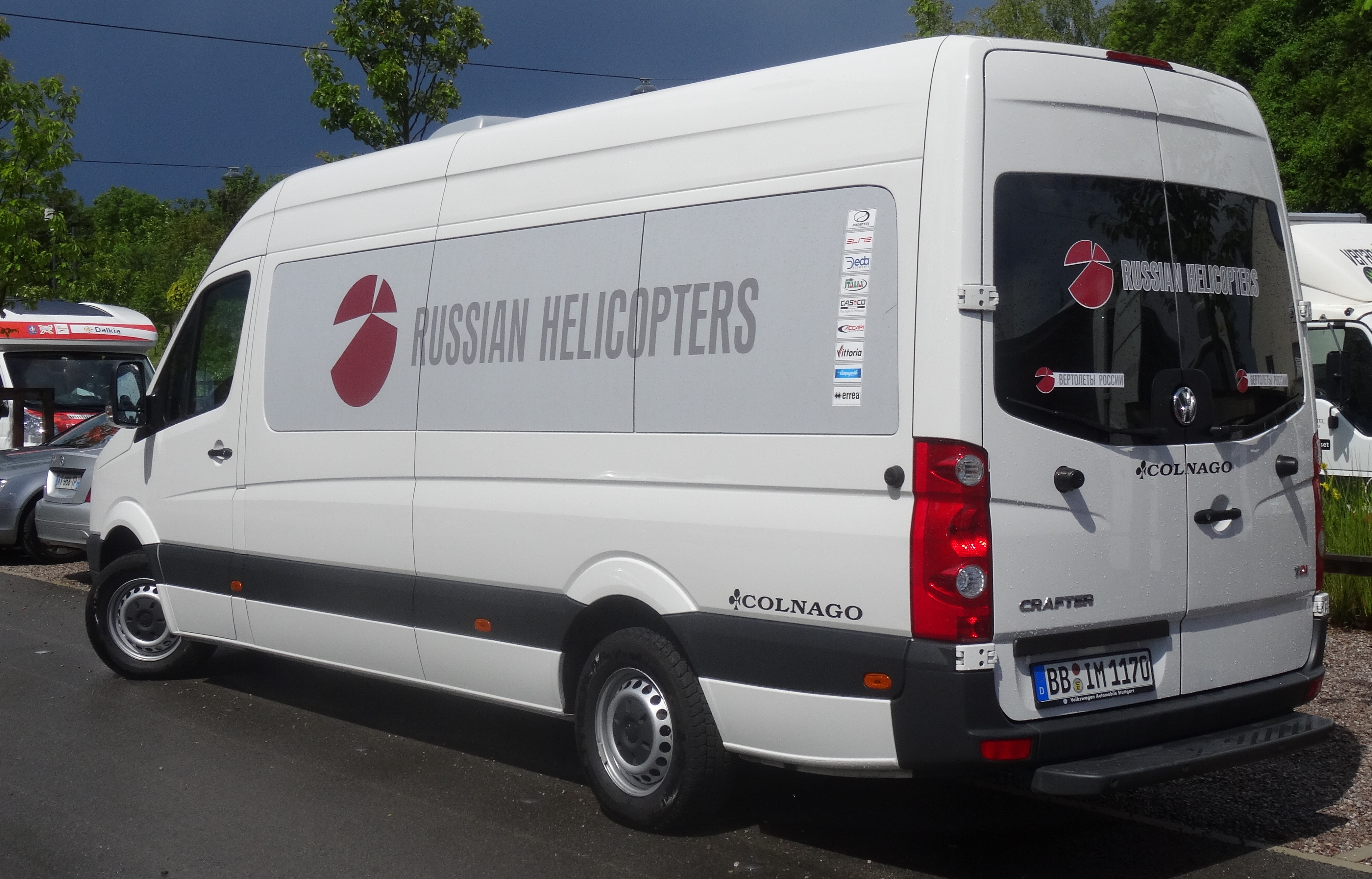
La camionnette avant le départ du contre-la-montre par équipes de la 1re étape du Paris-Arras Tour 2014 à Lens.

La saison 2014 de l'équipe cycliste Russian Helicopters est la deuxième et dernière de cette équipe.

## Préparation de la saison 2014

### Arrivées et départs
| Arrivées           | Équipe 2013   |
| ------------------ | ------------- |
| Maxim Andreev      |               |
| Pavel Chursin      |               |
| Aleksandr Komin    |               |
| Ievgueni Kovalev   | RusVelo       |
| Ivan Kovalev       | RusVelo       |
| Roman Kustadinchev |               |
| Pavel Leonov       |               |
| Artem Nych         |               |
| Ivan Savitskiy     | RusVelo       |
| Andrey Sazanov     |               |
| Matvey Zubov       | Itera-Katusha |

| Départs             | Équipe 2014   |
| ------------------- | ------------- |
| Mikhail Akimov      | Itera-Katusha |
| Maxim Bartenev      |               |
| Evgeny Borisov      |               |
| Vladimir Dolgov     |               |
| Alexander Foliforov | Itera-Katusha |
| Alexey Semochkin    |               |
| Mamyr Stash         | Itera-Katusha |
| Sergey Temnenko     |               |
| Kiril Yatsevich     | Itera-Katusha |
| Aydar Zakarin       | Itera-Katusha |
| Nikolay Zhurkin     |               |

## Coureurs et encadrement technique

### Effectif

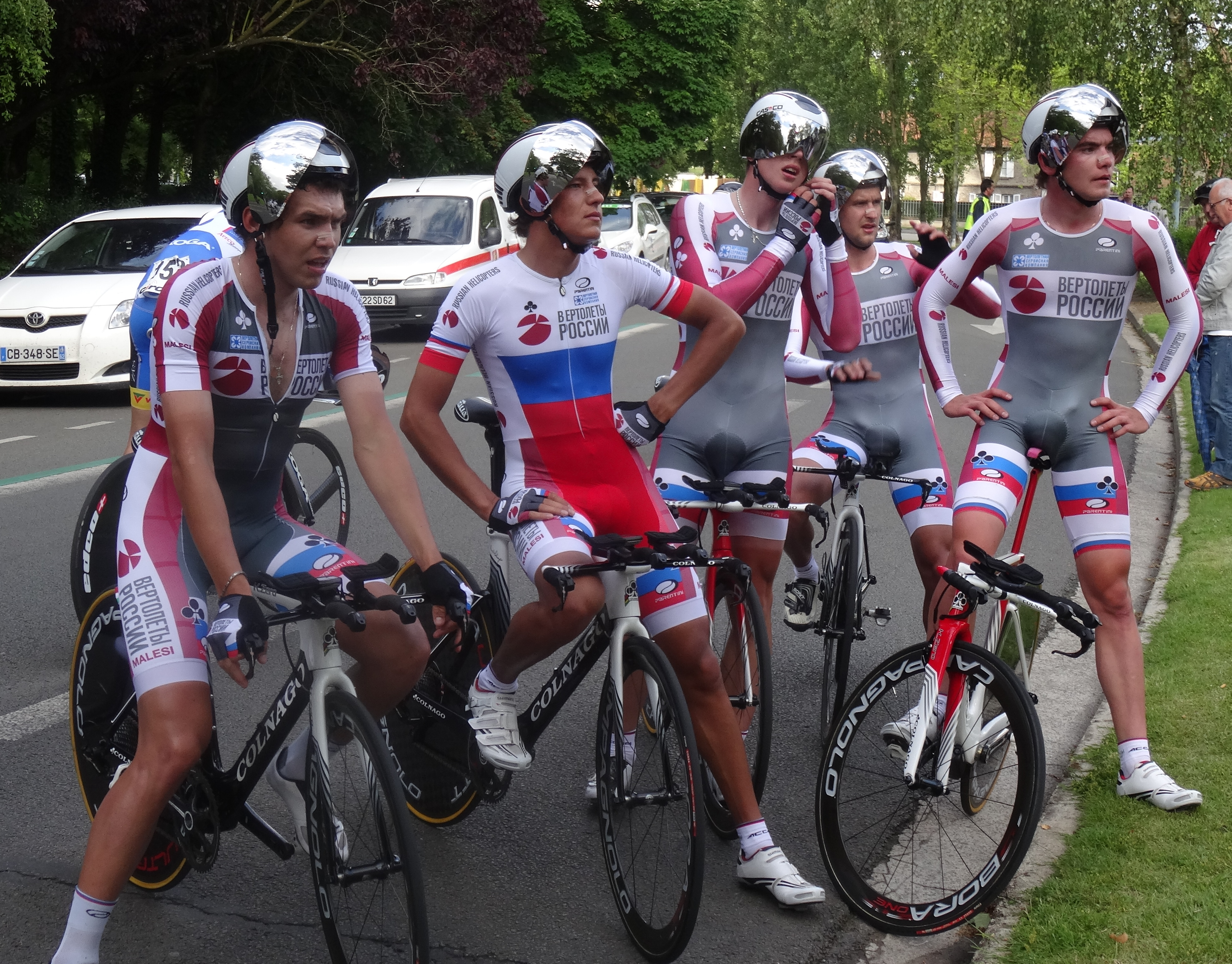
Les coureurs de l'équipe observant le temps qu'ils ont fait lors du contre-la-montre par équipes de la 1re étape du Paris-Arras Tour 2014 reliant Lens à Arras.

Seize coureurs constituent l'effectif 2014 de l'équipe. Aleksandr Komin entre dans l'équipe le 1er avril, Ivan Kovalev la quitte le 20 juin pour RTS-Santic Racing, Alexander Antonov et Alexander Lobanov y font leur entrée le 1er août.
| Cycliste             | Date de naissance | Nationalité | Équipe 2013   |
| -------------------- | ----------------- | ----------- | ------------- |
| Maxim Andreev        | 28 mai 1995       | Russie      |               |
| Alexander Antonov    | 8 mars 1995       | Russie      |               |
| Pavel Chursin        | 21 avril 1995     | Russie      |               |
| Alexander Evtushenko | 30 juin 1993      | Russie      | Helicopters   |
| Alexander Grigoriev  | 21 mars 1992      | Russie      | Helicopters   |
| Aleksandr Komin      | 12 avril 1995     | Russie      |               |
| Ievgueni Kovalev     | 6 mars 1989       | Russie      | RusVelo       |
| Ivan Kovalev         | 26 juillet 1986   | Russie      | RusVelo       |
| Alexey Kurbatov      | 9 mai 1994        | Russie      | Helicopters   |
| Roman Kustadinchev   | 3 août 1995       | Russie      |               |
| Pavel Leonov         | 25 avril 1995     | Russie      |               |
| Alexander Lobanov    | 29 avril 1995     | Russie      |               |
| Artem Nych           | 21 mars 1995      | Russie      |               |
| Ivan Savitskiy       | 6 mars 1992       | Russie      | RusVelo       |
| Andrey Sazanov       | 25 janvier 1994   | Russie      |               |
| Matvey Zubov         | 22 janvier 1991   | Russie      | Itera-Katusha |

Portraits
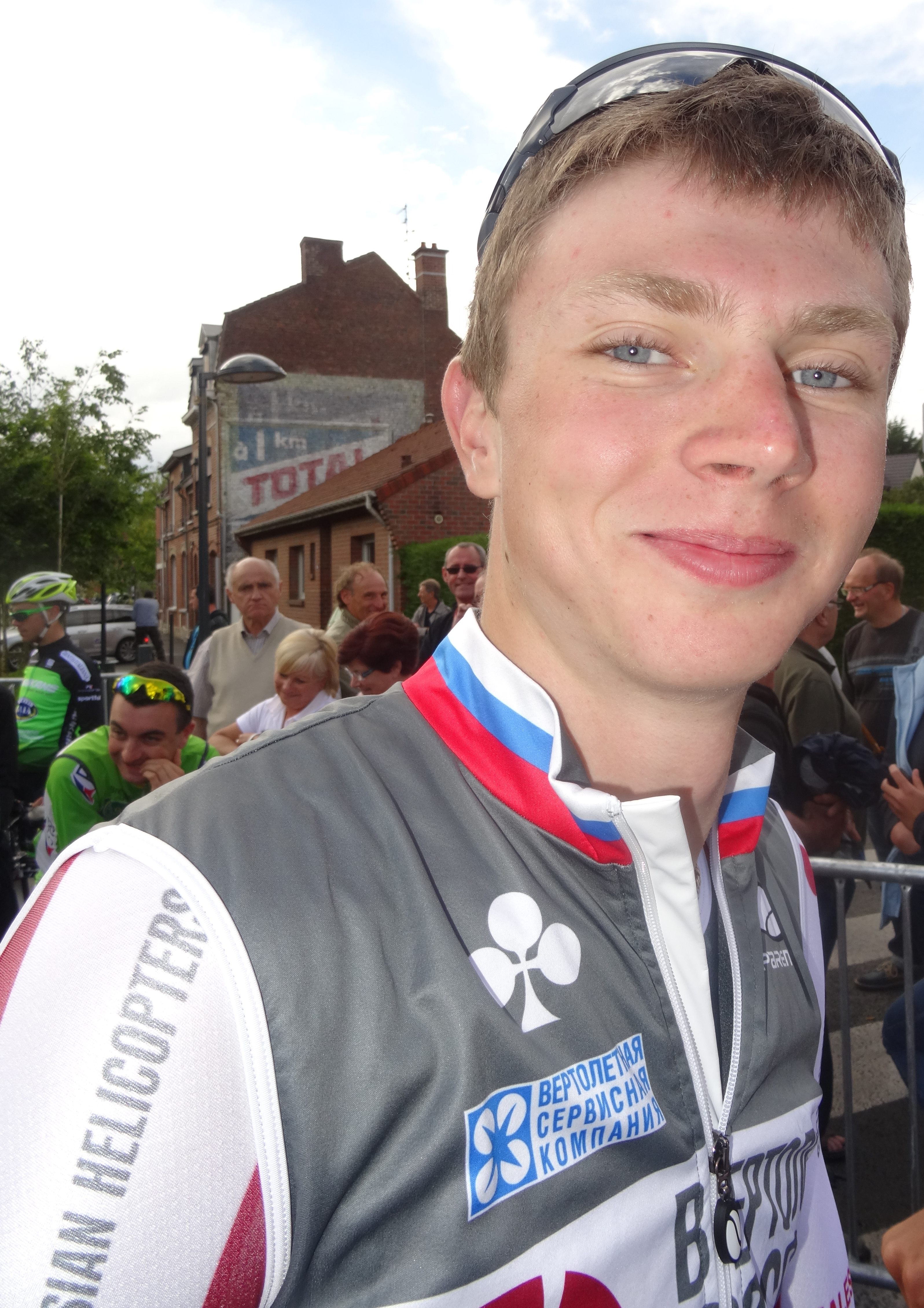
Maxim Andreev.
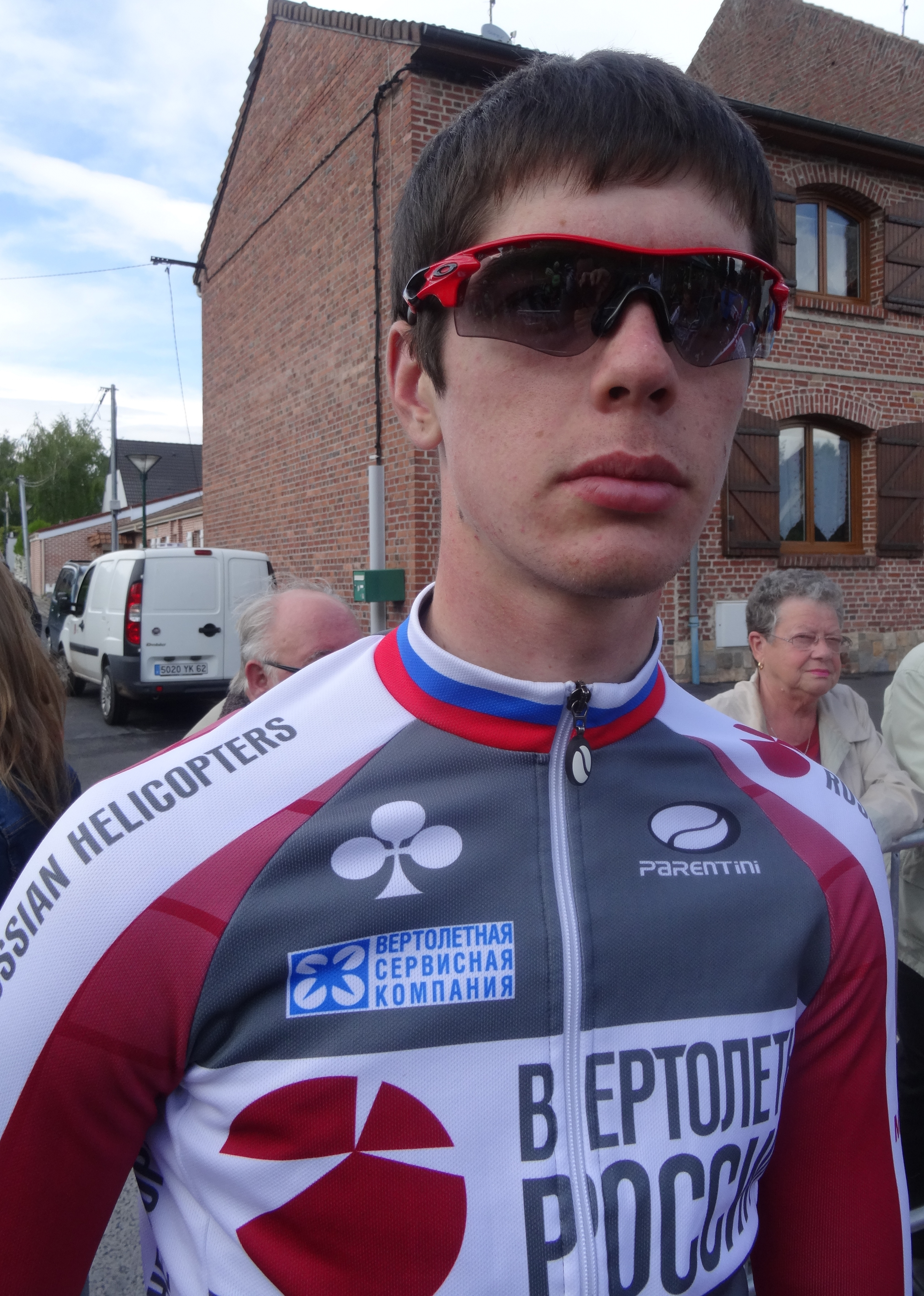
Pavel Chursin.
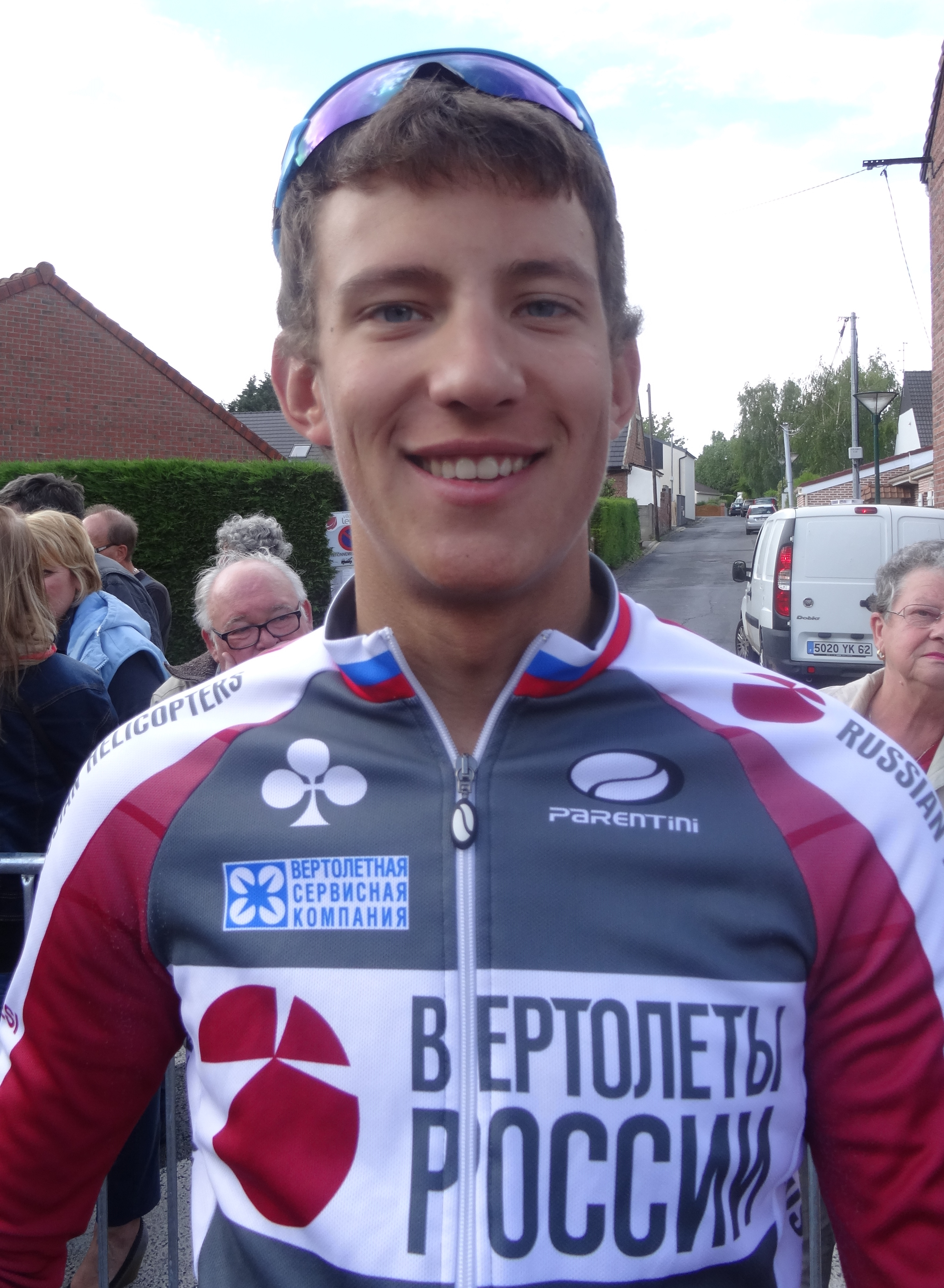
Alexander Evtushenko.
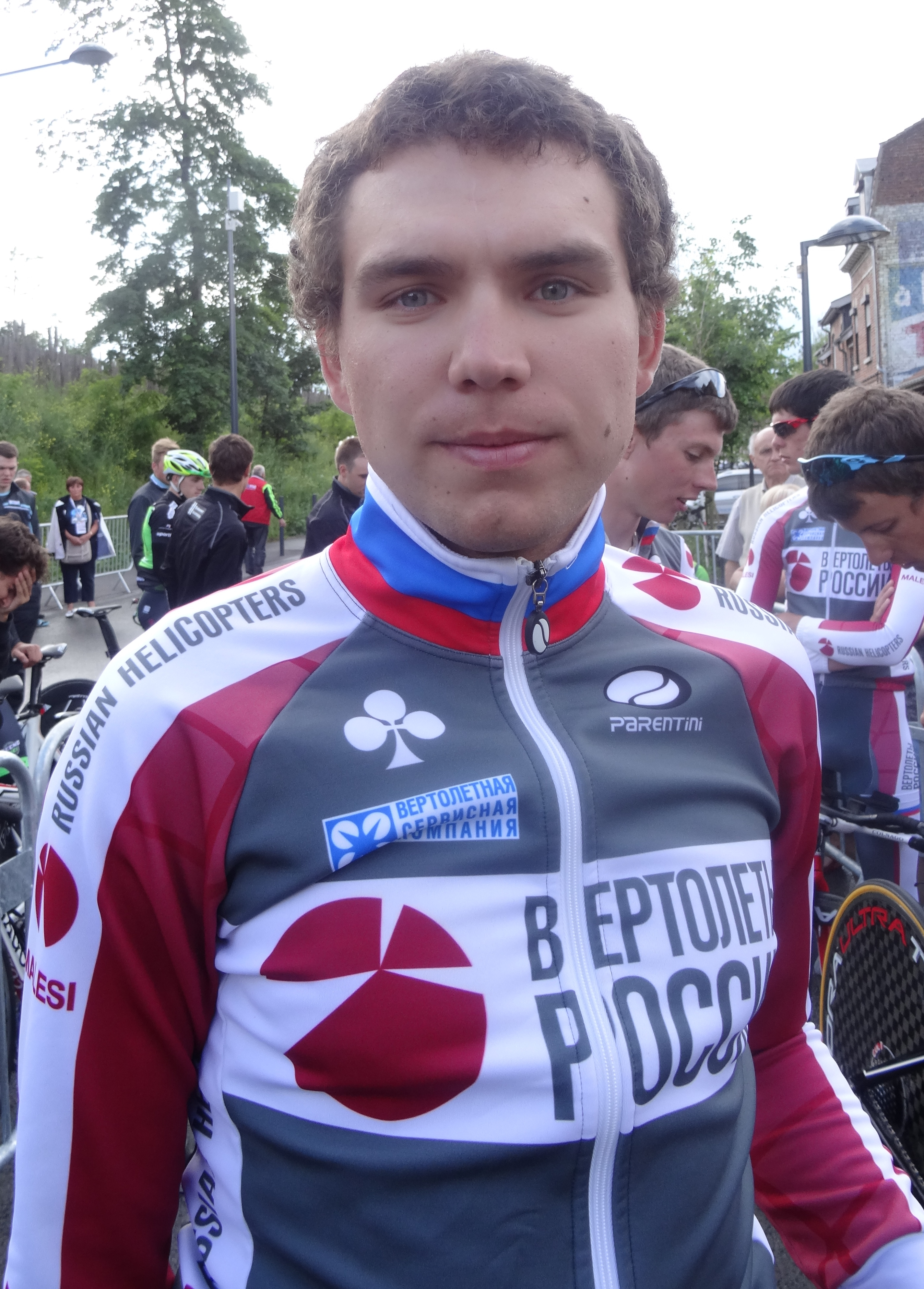
Alexander Grigoriev.
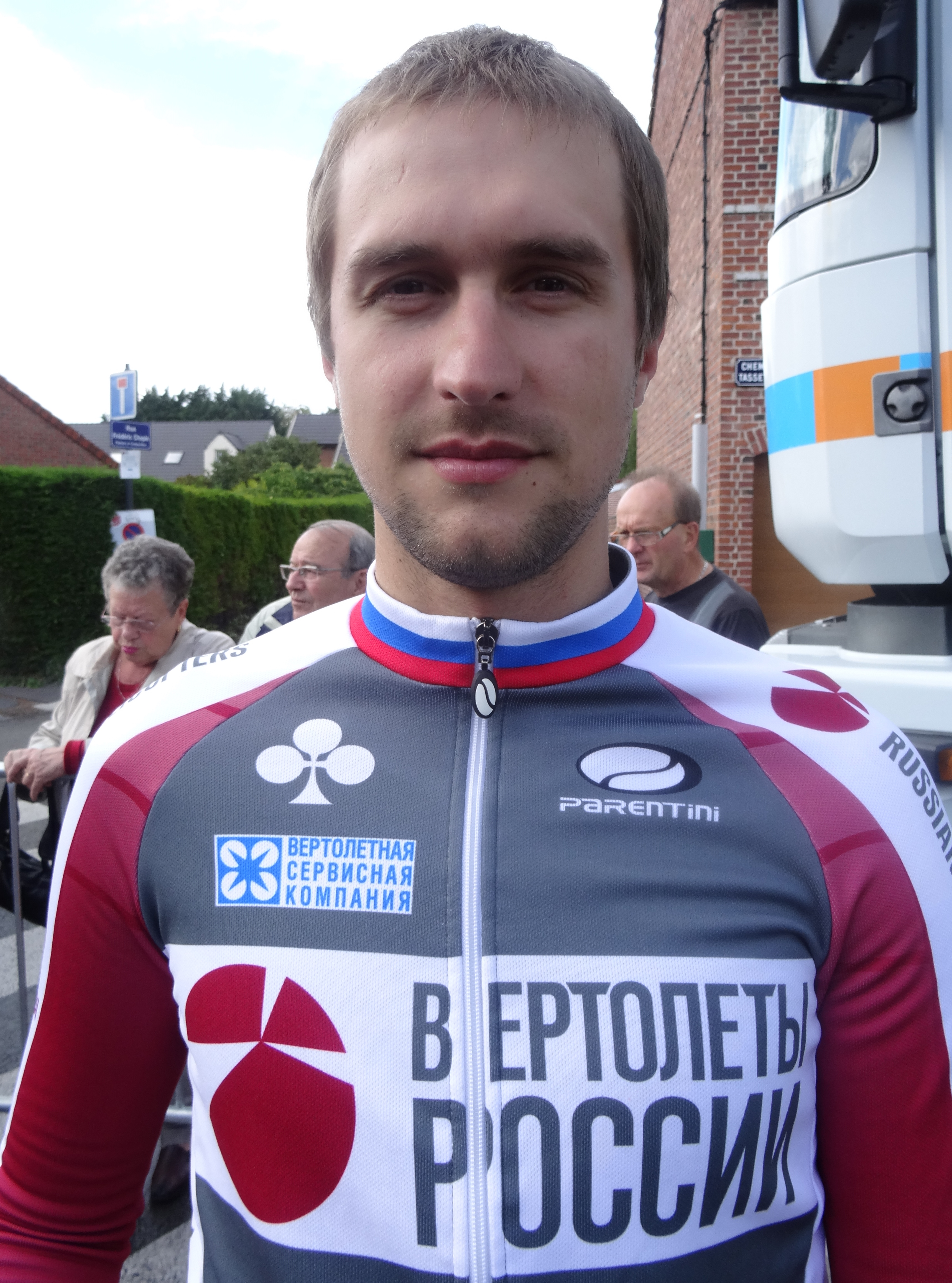
Ivan Savitskiy.
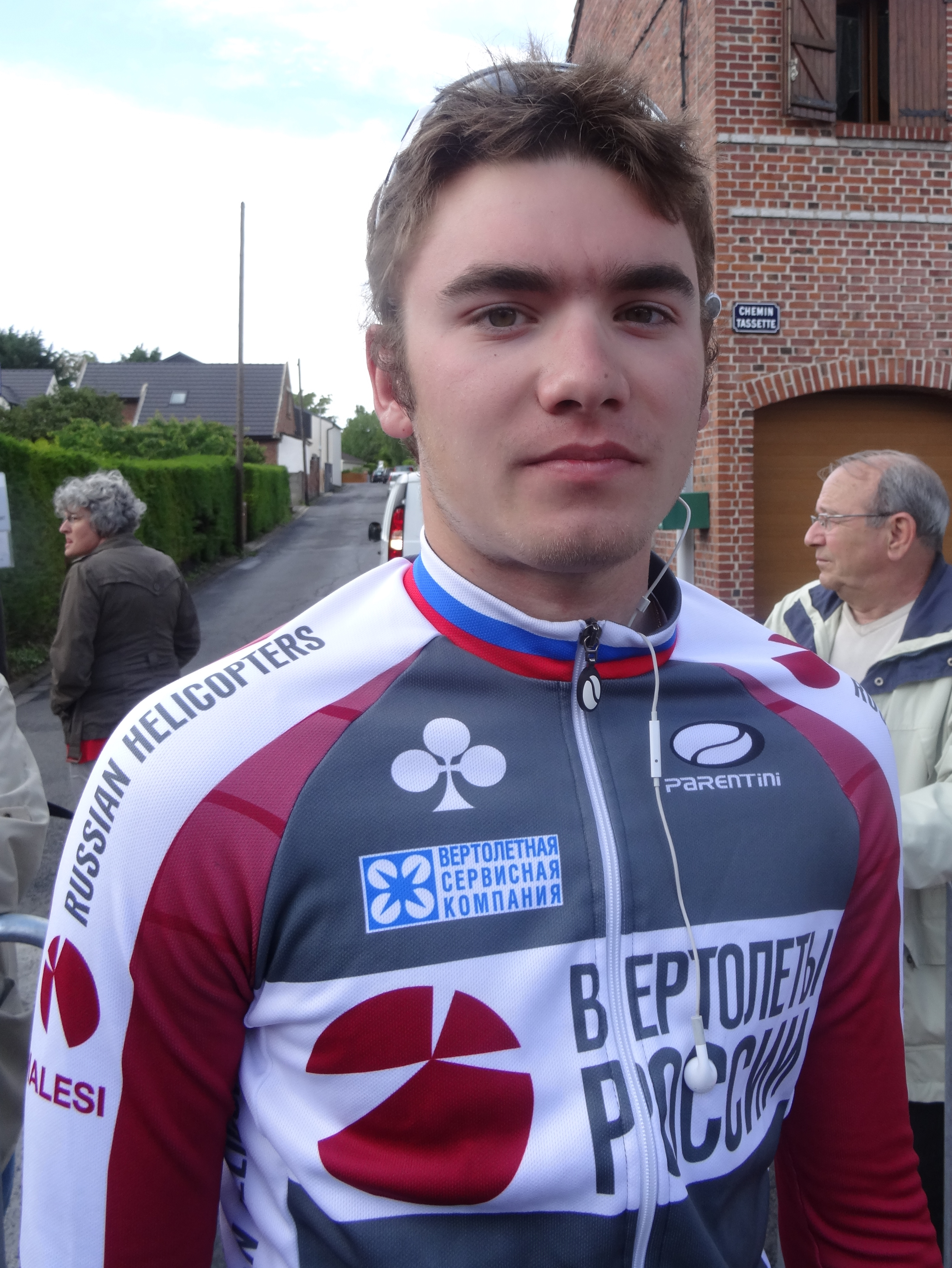
Andrey Sazanov.

## Bilan de la saison

### Victoires
L'équipe remporte cinq victoires, dont deux championnats nationaux.
| Date       | Course                                            | Pays   | Classe | Vainqueur            |
| ---------- | ------------------------------------------------- | ------ | ------ | -------------------- |
| 03/04/2014 | 3e étape du Grand Prix de Sotchi                  | Russie | 2.2    | Alexander Evtushenko |
| 18/04/2014 | 3e étape du Grand Prix d'Adyguée                  | Russie | 2.2    | Andrey Sazanov       |
| 15/06/2014 | 5e étape du Grand Prix Udmurtskaya Pravda         | Russie | 2.2    | Ievgueni Kovalev     |
| 26/06/2014 | Championnat de Russie du contre-la-montre espoirs | Russie | CN     | Alexander Evtushenko |
| 28/06/2014 | Championnat de Russie sur route espoirs           | Russie | CN     | Ivan Savitskiy       |

### Classements UCI

#### UCI America Tour
L'équipe Russian Helicopters termine à la 32e place de l'America Tour avec 12 points. Ce total est obtenu par l'addition des points des huit meilleurs coureurs de l'équipe au classement individuel, cependant seul un coureur est classé,.
| Rang | Coureur          | Points |
| ---- | ---------------- | ------ |
| 210  | Ievgueni Kovalev | 12     |

#### UCI Europe Tour
L'équipe Russian Helicopters termine à la 84e place de l'Europe Tour avec 97 points. Ce total est obtenu par l'addition des points des huit meilleurs coureurs de l'équipe au classement individuel, cependant seuls six coureurs sont classés,.
| Rang | Coureur              | Points |
| ---- | -------------------- | ------ |
| 405  | Roman Kustadinchev   | 30     |
| 628  | Artem Nych           | 14     |
| 634  | Alexander Evtushenko | 14     |
| 638  | Matvey Zubov         | 13     |
| 647  | Ievgueni Kovalev     | 13     |
| 647  | Andrey Sazanov       | 13     |